# Палиця (богослужбове облачення)
Па́лиця — приналежність повного богослужбового облачення єпископа, архімандрита, протопресвітера, а також нагородженого нею священика. Являє собою ромбоподібний плат із зображенням хреста посередині, одним кутом прикріплений до стрічки, носиться з правого боку (набедреник у цьому випадку перевішується на лівий бік).
У символічному значенні палиця, як і набедреник, має таке ж значення духовного меча, тобто Слова Божого, яким завжди повинен бути «озброєний» пастир. Але в порівнянні з набедреником палиця належить до більш високого рівня, так як символізує ще й край рушника, яким Ісус Христос обтирав ноги учням.